# Flugplatz Oldenburg-Hatten

i7
i11
i13
Der Flugplatz Oldenburg-Hatten (ICAO-Code: EDWH) wurde 1963 von Mitgliedern des  Oldenburger Motorflug-Vereins gegründet und aus alten Luftwaffenbaracken der 1940er Jahre aufgebaut. Zu den Initiatoren gehörte der bekannte Flieger Gerd Achgelis. Der Flugplatz Oldenburg-Hatten betreibt eine Flugschule für Motorflug, Ultraleichtflug und Segelflug, die jeweils auch Rundflüge und Flugzeugcharter anbieten. Von Oldenburg aus können Rundflüge in der Region und Inselflüge zu den ostfriesischen Inseln und Sylt unternommen werden. Der Flugplatz verfügt über ein Restaurant / Café mit Gartenterrasse.

## Lage
Der Flugplatz liegt zwischen Bremen und Oldenburg, 10 Kilometer östlich der Stadt Oldenburg, erreichbar über die A28, Abfahrt Hatten oder direkt von Oldenburg über die Bremer Heerstraße und die Hatter Landstraße.

## Informationen für Piloten
Der Flugplatz ist für folgende Luftfahrzeuge zugelassen:
- Flugzeuge bis 2000 kg plus Britten-Norman BN-2, Cessna 337, Cessna 303, Beechcraft Baron, Piper Aztec, Piper Apache und Piper PA-34 (Seneca)
- Motorsegler
- Segelflugzeuge
- Ultraleichtflugzeuge
- Helikopter bis 5700 kg
- Ballonfahrten
- Tankstelle für AVGAS 100LL

## Verkehrszeiten
Der Verkehrslandeplatz hat folgende Öffnungszeiten:
- Montags bis donnerstags: PPR (Prior Permission Required)
- Freitags bis sonntags: 08:00 bis 18:00 UTC, spätestens bis Sonnenuntergang

## Zwischenfälle
- Am 1. Mai 2004 stürzte eine Cessna F 172 P nahe dem Flugplatz ab und geriet in Brand. Der alleinbeteiligte Pilot kam hierbei zu Tode. Er hatte das Fluggerät zuvor entwendet und unbemerkt gestartet.[1]
- Am 11. Juni 2013 kam ein einmotoriges Flugzeug beim Landeanflug zu kurz auf und überschlug sich in einer Agrarfläche. Die beiden Insassen wurden verletzt gerettet.[2]
- Am 12. April 2015 startete eine mit vier Personen besetzte Cessna F 172 N auf EDWH, kam aber nicht auf Höhe. Nach knapp einem Kilometer Flugweges kollidierte sie mit Buschwerk und Bäumen und prallte anschließend in den Hang eines Wassergrabens unmittelbar neben der Bundesautobahn 28. Der Pilot, damaliger Bürgermeister von Kirchseelte, wurde hierbei tödlich verletzt, seine Flugpassagiere schwerverletzt aus dem Wrack gerettet.[3][4]